# Bohuslav Příhoda
Bohuslav Příhoda (3. srpna 1914 Svratka – 12. prosince 1943 Seven Persons) byl český letecký mechanik a pilot Royal Air Force v období druhé světové války.

## Život

### Před druhou světovou válkou
Bohuslav Příhoda se narodil 3. srpna 1914 ve Svratce na Žďársku. Vychodil měšťanskou školu a vyučil se klempířem. V roce 1932 se přihlásil do armádní Školy pro letecký dorost v Prostějově. Po jejím zdárném dokončení nastoupil prezenční vojenskou službu na pozici leteckého mechanika, zakončil jí jako vedoucí výcviku nováčků. Po jejím ukončení v roce 1935 pracoval u civilního letectva jako palubní mechanik. Na podzim 1938 byl mobilizován.

### Druhá světová válka
Po německé okupaci opustil Bohuslav Příhoda 28. června 1939 za pomoci železničářů ilegálně Protektorát Čechy a Morava ve skupině vedené Stanislavem Zeinertem. Přes Polsko se dostal do Francie, kde vstoupil do cizinecké legie a sloužil v severní Africe. Po vypuknutí druhé světové války byl ze svazku propuštěn, prezentován u Československé armády v zahraničí a krátce pak působil u francouzského armádního letectva. Po pádu Francie v červnu 1940 se evakuoval do Spojeného království. Zde byl 10. července téhož roku přijat do Ryal Air Force a stal se vrchním mechanikem letky A u 310. československé stíhací perutě. V polovině roku 1942 byl zařazen do pilotního výcviku. V červenci 1943 odjel do Kanady k pokračovacímu výcviku v Medicine Hat. Dne 12. prosince téhož roku měl za úkol jeden ze závěrečných cvičných letů zaměřený na samostatnou akrobacii. Jeho letoun Harvard se zřítil u obce Seven Persons, Bohuslav Příhoda v něm zahynul. Pohřben je na Hillside Cemetery v Medicine Hat.

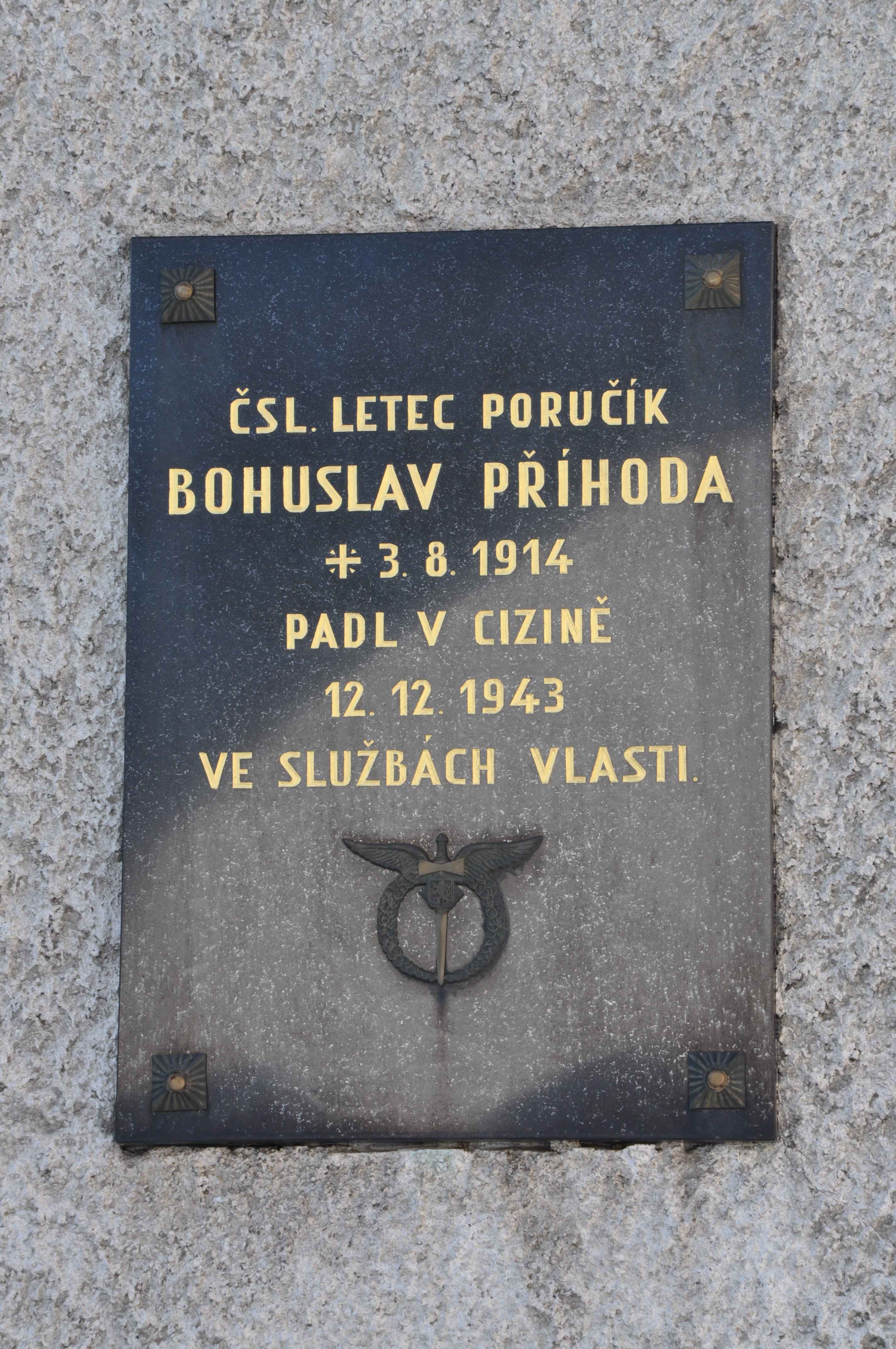
Pamětní deska Bohuslava Příhody ve Svratce

## Posmrtná ocenění
- Bohuslav Příhoda byl in memoriam povýšen do hodnosti podplukovníka
- V rodné Svratce, Račanské ulici čp. 63 byla Bohuslavu Příhodovi odhalena pamětní deska[2]